# Élection présidentielle biélorusse de 2010
L'élection présidentielle biélorusse de 2010 se tient le 19 décembre 2010 afin d'élire le président de la république de Biélorussie.
Dix candidats sont enregistrés par la Commission électorale centrale. Parmi eux, le président sortant Alexandre Loukachenko est proclamé vainqueur avec 79,65 % des suffrages. Ces résultats officiels sont contestés par l'opposition : le soir même de l'élection, une manifestation de protestation dans le centre de Minsk est brutalement réprimée et la plupart des candidats d'opposition violemment arrêtés. L'Union européenne ne reconnaît pas les résultats officiels du scrutin.

## Système électoral
Le président de la république de Biélorussie est élu au suffrage universel direct au cours d'un scrutin libre et secret pour un mandat de cinq ans, selon un mode de scrutin uninominal majoritaire à deux tours modifié : est élu le candidat qui recueille plus de 55 % des suffrages exprimés au premier tour. À défaut, un second tour est organisé entre les deux candidats arrivés en tête, et celui recueillant le plus de suffrages est déclaré élu.
Le scrutin devait avoir lieu au plus tard en mars 2011, soit cinq ans après la tenue de la précédente élection en 2006. Une session extraordinaire de l'Assemblée nationale, le 14 septembre 2010, vote à l'unanimité d'en avancer la date au 19 décembre 2010.

## Candidats

### Alexandre Loukachenko
Alexandre Loukachenko est président de Biélorussie depuis 1994. En 2010, il arrive au terme de son troisième mandat. Les limites constitutionnelles au nombre de mandats qu'il peut effectuer ont été levées par un référendum en 2004. Il est soutenu par l'organisation politique Belaïa Rous'[réf. nécessaire].

## Résultats
| Candidats                 | Premier tour | Premier tour |
| Candidats                 | Voix         | %            |
| ------------------------- | ------------ | ------------ |
| Alexandre Loukachenko     | 5 130 557    | 80,44        |
| Andreï Sannikov           | 156 419      | 2,45         |
| Iaroslav Romantchouk (en) | 127 281      | 2,00         |
| Ryhor Kastoussiow (be)    | 126 999      | 1,99         |
| Ouladzimir Niakliaïew     | 114 581      | 1,80         |
| Viktar Tsiarechtchanka    | 76 764       | 1,20         |
| Vital Rymachewski (en)    | 70 515       | 1,11         |
| Mikalaï Statkiévitch      | 67 583       | 1,06         |
| Alès Mikhalévitch (en)    | 65 748       | 1,03         |
| Dmitri Ouss (en)          | 25 117       | 0,39         |
| « Aucun d'entre eux »     | 416 925      | 6,54         |
|                           |              |              |
| Votes valides             | 6 382 234    | 99,03        |
| Votes blancs ou invalides | 62 542       | 0,97         |
| Total                     | 6 444 776    | 100          |
| Abstention                | 660 884      | 9,30         |
| Inscrits/Participation    | 7 105 660    | 90,70        |

## Contestation et répression
Le 19 décembre 2010, jour de la proclamation des résultats du scrutin, est émaillé de nombreuses manifestations, le siège du gouvernement est attaqué. La manifestation au centre de Minsk est violemment réprimée par la police anti-émeute biélorusse durant la nuit,. Les forces de l'ordre procèdent à de nombreuses arrestations, des centaines de manifestants sont emprisonnés et au moins trente sont accusées de crimes.
Sept des neuf candidats d'opposition sont arrêtés,. Andreï Sannikov, arrivé deuxième lors du scrutin, est arrêté par le KGB : « Andrei a été battu à coups de matraque alors qu'il était allongé. Il a été battu sur la tête [...] sur tout le corps. Andrei était allongé et essayait de se protéger avec ses bras. Personne n'a été autorisé à s'approcher lui, pour que les gens ne puissent pas défendre Sannikov »,. Andreï Sannikov (dont le directeur de campagne, Aleh Biabiénine (en), cofondateur de Charte 97, a été retrouvé pendu) est condamné à cinq années de détention, tandis que son porte-parole, Alexandre Otrochtchenkov (en), est condamné à quatre années pour violation alléguée de l'article 293 du code pénal. Parmi les opposants arrêtés figurent également le poète Ouladzimir Niakliaïew et, en marge des manifestations, la journaliste d'opposition et rédactrice en chef de Charte 97, Natalya Radina.
L'Union européenne et les États-Unis condamnent la vague de répression et réclament la libération des opposants.
Le 22 décembre, le président de la fédération de Russie, Dmitri Medvedev, entend « ne pas commenter cette élection qui est un événement interne à la Biélorussie et externe à la Fédération russe ». Alexandre Loukachenko signe avec Dmitri Medvedev une union douanière réunissant la Russie, la Biélorussie et le Kazakhstan. L'objectif est d'abolir les contrôles douaniers à leurs frontières et de mettre en place un espace économique commun d'ici à janvier 2012.